# كلاوس (أمير هولندي)
الأمير كلاوس من هولندا، يونكير فان آمسبيرخ (الاسم عند الولادة: كلاوس-يورغ فيلهلم أوتو فريدريش غيرد فون آمسبيرخ؛ 6 سبتمبر 1926 – 6 أكتوبر 2002)، كان أميرًا لهولندا منذ 30 أبريل 1980 وحتى وفاته في 6 أكتوبر 2002، وذلك بصفته زوج الملكة بياتريكس.
بدأ حياته المهنية كدبلوماسي في خدمة ألمانيا الغربية، وكان نائب السفير الألماني في ساحل العاج. التقى بياتريكس ليلة رأس السنة عام 1963، وتزوّجا في عام 1966. وعندما اعتلت زوجته العرش الهولندي في عام 1980، حصل كلاوس على لقب أمير هولندا، وظل يحتفظ به حتى وفاته في عام 2002.

## حياته
ولد في هيتزاكر في جمهورية فايمار (ألمانيا الآن)، وترعرع في عزبة أجداده في سكسونيا السفلى، والتحق بالفترة من 1936 إلى 1938 في مدرسة داخلية في تنزانيا. وأثناء فترة شبابه كان عضوًا في منظمة الشباب النازي وذلك بالفترة من عام 1938 إلى عام 1942. وفي عام 1944 جند في الفيرماخت الألماني وخدم في الفرقة الألمانية بإيطاليا، لكنه أخذ أسير حرب من قبل القوات الأمريكية قبل المشاركة في أي قتال. وبعد عودته إلى ألمانيا أنهى دراسته في لونيبورغ، ودرس القانون همبورغ، وإنضم بعد تخرجه إلى السلك الدبلوماسي الألماني وخدم في سانتو دومينغو بجمهورية الدومنيكان وكوت ديفوار، وبعام 1960 نقل إلى بون.

## الزواج
التقى بالأميرة الهولندية بياتريكس (بياتريكس ملكة هولندا بعد ذلك) خلال حفل زفاف عام 1964، وكانت جماعة من الهولنديين غير سعداء بأن يكون خطيب الأميرة ألماني على الرغم من نهاية الحرب قبل عشرين عاماً، وفي 10 مارس 1966 تزوج من الأميرة بياتريكس. وخلال حفل الزفاف كانت هناك احتجاجات من قبل جماعات فوضوية، إلا إنه بعد مرور السنوات اعتبر من أكثر أفراد الأسرة المالكة شعبية في هولندا. وقد أنجبا ثلاثه أبناء هم:
- فيليم ألكسندر (ولد عام 1967، تولى عرش هولندا في 30 أبريل 2013 بعد أن تنازلت الملكة بياتركس عن العرش له).
- الأمير فريزو (ولد بعام 1968، توفي بعام 2013).
- الأمير قنسطانطاين (ولد بعام 1969).